# اقدس نعمت کورات
اقدس نعمت کورات (به انگلیسی: AKDES NIMET KURAT) استاد دانشگاه آنکارا ست.
او جز نویسندگان تاریخ اسلام کمبریج بوده است